# Theodor Denis Dinulescu
Theodor Denis Dinulescu (n. 14 ianuarie 1950, Giurgiu, m. 15 mai 2024, București) a fost un jurnalist, scriitor și dramaturg român.
Este cunoscut mai ales datorită piesei de teatru O zi din viața lui Nicolae Ceaușescu, montată la Teatrul Mic în regia lui Alexandru Tocilescu în anul 2005, dar și a volumului de proză scurtă Japonezul albastru, publicat de editura Cartea Românească în anul 2000. În 2005, Denis Dinulescu se afla însă deja la a doua prezență cu un spectacol pe scena Teatrului Mic, el debutând ca dramaturg în anul 1993 cu textul Dacă dă Dumnezeu și plouă, în regia lui Dan Micu.
A făcut parte din colectivul fondator al ziarului de satiră Academia Cațavencu, iar în anul 2011 a revenit, pentru o scurtă perioadă, în funcția de redactor-șef la ziarul cu același nume. A fost de asemenea scenarist la o serie de producții de televiziune, între care Poveste de cartier , în regia lui Theodor Halacu-Nicon, a filmului de acțiune Un caz de dispariție, în regia lui Dan Păduraru, dar și a serialului Om sărac, om bogat, produs de Media Pro Pictures.

## Opera

### Proză
- Jurnalul surorilor Grimm - Editura Ion Creangă, 1993
- Grenada - Editura Cartea Românească, 1996
- Japonezul albastru - Editura Cartea Românească, 2000
- Cele zece neveste ale lui Oedip - Editura Semne, 2007

### Teatru
- O scrisoare pierdută - Antologia "Teatru" a Bibliotecii București, Editura Muzeul Literaturii Române, 2002